# تپه کبود (ازگله)
تپه کبود نام روستایی در دهستان جیگران بخش ازگله در شهرستان ثلاث باباجانی واقع در استان کرمانشاه است. طبق سرشماری سال ۱۳۸۵ جمعیت این روستا ۳۳ نفر و ۷ خانوار است.